# Shatha Abdul Razzak Abbousi
Shatha Abdul Razzak Abbousi (àrab: شذى عبد الرزاق العبوسي, Xaḏà ʿAbd ar-Razzāq al-ʿAbbūsī) és una activista iraquiana pels drets de les dones. Com a membre del Parlament Iraquià, i en concret com a membre del Comitè dels Drets Humans de l'Iraq, va treballar perquè s'aprovés legislació a favor dels drets humans. També va unir-se a La Promesa per l'Iraq, grup activista dels drets de les dones.
Abbousi va ensenyar biologia i estudis islàmics abans de deixar-ho per participar en política. Abans de la Guerra de l'Iraq de 2003, se li va prohibir ensenyar en qualsevol escola estatal per haver rebutjat unir-se al Partit Baas, però després de la guerra va poder ensenyar en una escola pública.
Va rebre el Premi Internacional Dona Coratge el 2007.